# Val-d'Erdre-Auxence
Val-d'Erdre-Auxence es una comuna nueva francesa situada en el departamento de Maine y Loira, de la región de Países del Loira.

## Historia
Fue creada el 15 de diciembre de 2016, en aplicación de una resolución del prefecto de Maine y Loira de 30 de septiembre de 2016 con la unión de las comunas de La Cornuaille, Le Louroux-Béconnais y Villemoisan, pasando a estar el ayuntamiento en la antigua comuna de Le Louroux-Béconnais.

## Demografía
| Gráfica de evolución demográfica de Val-d'Erdre-Auxence entre 1800 y 2013 |
|                                                                           |

Los datos entre 1800 y 2013 son el resultado de sumar los parciales de las tres comunas que forman la nueva comuna de Val-d'Erdre-Auxence, cuyos datos se han cogido de 1800 a 1999, para las comunas de La Cornuaille, Le Louroux-Béconnais y Villemoisan de la página francesa EHESS/Cassini. Los demás datos se han cogido de la página del INSEE.

## Composición
| Comuna delegada      | Código INSEE | Población (2013) | Superficie (km²) | Densidad (hab./km²) |
| -------------------- | ------------ | ---------------- | ---------------- | ------------------- |
| La Cornuaille        | 49108        | 1040             | 43.92            | 24                  |
| Le Louroux-Béconnais | 49183        | 3016             | 65.57            | 46                  |
| Villemoisan          | 49376        | 636              | 20.75            | 31                  |